# Bob Mould

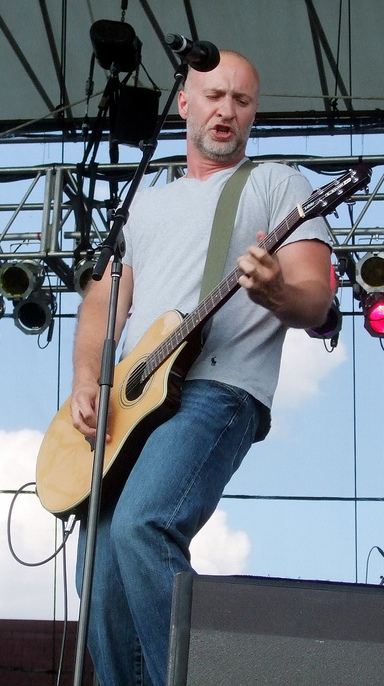
Bob Mould live in McCarren Park Pool op 7 juli 2007

Bob Mould (12 oktober 1961, Malone (New York)) is een Amerikaans gitarist, zanger en songwriter.
Op zijn zeventiende vertrok Mould naar Minneapolis om er te gaan studeren. Enkele jaren later richtte hij daar de band Hüsker Dü op, waarmee Mould wordt beschouwd als een van de grondleggers van de alternatieve rockmuziek. Toen de band in januari 1988 uiteenviel door interne spanningen, begon Mould aan een solocarrière. Zijn eerste soloalbum Workbook, uitgebracht in 1989, werd opgenomen in Pine City (Minnesota). Het jaar erop bracht hij een tweede soloplaat uit, getiteld Black Sheets Of Rain. In 1992 richtte hij de band Sugar op. Sinds het uiteenvallen van Sugar in 1995 is Mould weer voornamelijk als solo-artiest actief, wat hij vooral duidelijk maakte op zijn solo-album Bob Mould waarop hij alle instrumenten zelf speelde, en de tekst "This one is for me" op de hoes zette.
Mould heeft samengewerkt met diverse artiesten. Zo is hij onder meer te horen met de Foo Fighters op "Dear Rosemary" van hun album Wasting light, op "Dio" van het Throwing Muses album Red Heaven, en als gitarist op Afraid of Ghosts van Butch Walker.

## Discografie

### Met Hüsker Dü
- Land Speed Record (1981)
- Everything Falls (1983)
- Metal Circus (1983, EP)
- Zen Arcade (1984)
- New Day Rising (1984)
- Flip Your Wig (1985)
- Candy Apple Grey (1986)
- Sorry Somehow (1986, EP)
- Warehouse: Songs And Stories (1987)
- The Living End (1994, live)

### Met Sugar
- Copper Blue (1992)
- Beaster (1993)
- File Under: Easy Listening (1994)
- Besides (1995, compilatie)
- The Joke Is Always On Us, Sometimes (1995, live)

### Solo
- Workbook (1989)
- Black Sheets of Rain (1990)
- Poison Years (1994, compilatie)
- Bob Mould (1996)
- The Last Dog and Pony Show (1998)
- Modulate (2002)
- Loud Bomb – Long Playing Grooves (2002)
- Body of song (2005)
- District Line (2008)
- Life and Times (2009)
- Silver Age (2012)
- Beauty & Ruin (2014)
- Patch the Sky (2016)
- Sunshine Rock (2019)
- Blue Hearts (2020)
- Here We Go Crazy (2025)